# Arquidiocese de Panamá
A Arquidiocese de Panamá (em latim: Archidioecesis Panama) erguida em 28 de agosto de 1513 como a Diocese de Santa Maria de la Antigua del Darién, é uma circunscrição eclesiástica da igreja católica no Panamá, suas dioceses sufragâneas incluem Chitré, Colón-Kuna Yala, David, Penonomé e Santiago de Veraguas, bem como a Prelazia Territorial de Bocas del Toro. A Sé foi renomeada como a Diocese de Panamá em 7 de dezembro de 1520 e elevada a arquidiocese em 29 de novembro de 1925. O atual Arcebispo Metropolitano do Panamá é o arcebispo José Domingo Ulloa Mendieta. Sua sede é a Catedral Metropolitana da Imaculada Conceição.

## Ordinários
Histórico de responsáveis pela arquidiocese:
|                  | Nome                                            | Período    | Notas                                        |
| Arcebispos       | Arcebispos                                      | Arcebispos | Arcebispos                                   |
| ---------------- | ----------------------------------------------- | ---------- | -------------------------------------------- |
| 7º               | José Domingo Ulloa Mendieta, O.S.A.             | 2010-atual |                                              |
| 6º               | José Dimas Cedeño Delgado                       | 1994–2010  |                                              |
| 5º               | Marcos Gregorio McGrath, C.S.C.                 | 1969–1994  |                                              |
| 4º               | Tomas Alberto Clavel Méndez                     | 1964–1968  |                                              |
| 3º               | Francisco Beckmann, C.M.F.                      | 1945–1963  |                                              |
| 2º               | Juan José Maíztegui y Besoitaiturria, C.M.F.    | 1933–1943  |                                              |
| 1º               | Guillermo Rojas y Arrieta, C.M.                 | 1925–1933  |                                              |
| Bispos           |                                                 |            |                                              |
| 51º              | Guillermo Rojas y Arrieta, C.M.                 | 1912–1925  |                                              |
| 50º              | Francisco Javier Junguito, S.J.                 | 1901–1911  |                                              |
| 49º              | Jose Alejandro Peralta                          | 1886–1899  |                                              |
| 48º              | José Telésphor Paúl Vargas, S.J.                | 1875–1884  | Nomeado Arcebispo de Bogotá                  |
| 47º              | Ignacio Antonio Parra                           | 1870–1875  |                                              |
| 46º              | Eduardo Vásquez, O.P.                           | 1856–1869  |                                              |
| 45º              | Juan Francisco del Rosario Manfredo y Ballestas | 1847–1850  |                                              |
| 44º              | Juan José Cabarcas González y Argüello          | 1835–1847  |                                              |
| 43º              | José Higinio Durán y Martel, O. de M.           | 1816–1823  |                                              |
| 42º              | Simón López García, C.O.                        | 1814–1815  | Nomeado Bispo de Orihuela-Alicante           |
| 41º              | Manuel Joaquín González de Acuña y Saenz        | 1797–1813  |                                              |
| 40º              | Remigio de La Santa y Ortega                    | 1792–1797  | Nomeado Bispo de La Paz                      |
| 39º              | José Antonio Umeres de Miranda                  | 1777–1791  |                                              |
| 38º              | Francisco de los Ríos y Armengol, O.P.          | 1770–1776  |                                              |
| 37º              | Miguel Moreno y Ollo                            | 1763–1770  | Nomeado Bispo de Ayacucho o Huamanga         |
| 36º              | Juan Manuel Jeronimo de Romaní y Carrillo       | 1758–1763  | Nomeado Bispo de Cuzco                       |
| 35º              | Francisco Javier de Luna Victoria y Castro      | 1751–1758  | Nomeado Bispo de Trujillo                    |
| 34º              | Juan B. Tabarga                                 | 1751–1751  | Nomeado Bispo de Ilhas Canarias              |
| 33º              | Valentín Moran Menéndez, O. de M.               | 1750–1751  |                                              |
| 32º              | Felipe Manriquez de Lara                        | 1749–1750  | Nomeado Bispo de Ayacucho o Huamanga         |
| 31º              | Juan de Castañeda                               | 1742–1749  |                                              |
| 30º              | Diego de Salinas y Cabrera, O.S.A.              | 1741–1741  |                                              |
| 29º              | Pedro Morcillo Rubio de Suñón                   | 1731–1741  | Nomeado Bispo de Cuzco                       |
| 28º              | Agustín Rodríguez Delgado                       | 1725–1731  | Nomeado Bispo de La Paz                      |
| 27º              | Bernardo Serrada, O.C.                          | 1720–1725  | Nomeado Bispo de Cuzco                       |
| 26º              | Juan José de Llamas y Rivas, O.C.               | 1716–1719  |                                              |
| 25º              | Juan José Llamas Rivas, O. Carm.                | 1714–1720  |                                              |
| 24º              | Juan de Argüelles, O.S.A.                       | 1700-1711  |                                              |
| 23º              | Diego Ladrón de Guevara                         | 1689–1699  | Nomeado Bispo de Ayacucho o Huamanga         |
| 22º              | Lucas Fernández de Piedrahita                   | 1677–1688  |                                              |
| 21º              | Antonio de León y Becerra                       | 1671–1676  | Nomeado Bispo de Trujillo                    |
| 20º              | Sancho Pardo de Andrade de Figueroa y Cárdenas  | 1667–1671  |                                              |
| 19º              | Diego López de Vergara y Aguilar                | 1662       |                                              |
| 18º              | Bernardo de Izaguirre Reyes                     | 1654–1662  | Nomeado Bispo de Cuzco                       |
| 17º              | Hernando de Ramírez y Sánchez, O.SS.T.          | 1640–1652  |                                              |
| 16º              | Cristóbal Martínez de Salas, O. Praem.          | 1625–1640  |                                              |
| 15º              | Francisco de la Cámara y Raya, O.P.             | 1612–1624  |                                              |
| 14º              | Agustín de Carvajal, O.S.A.                     | 1605–1612  | Nomeado Bispo de Ayacucho o Huamanga         |
| 13º              | Antonio Calderón de León                        | 1598–1605  | Nomeado Arcebispo de Santa Cruz de la Sierra |
| 12º              | Pedro Duque de Rivera, S.J.                     | 1594–1594  |                                              |
| 11º              | Bartolomé Martinez Menacho y Mesa               | 1587–1593  | Nomeado Arcebispo de Bogotá                  |
| 10º              | Bartolomé de Ledesma, O.P.                      | 1580–1583  | Nomeado Arcebispo de Antequera               |
| 9º               | Manuel de Mercado Aldrete, O.S.H.               | 1576–1580  |                                              |
| 8º               | Francisco de Abrego                             | 1566–1574  |                                              |
| 7º               | Juan de Vaca, O.S.B.                            | 1561–1565  |                                              |
| 6º               | Pablo de Torres, O.P.                           | 1546–1560  |                                              |
| 5º               | Tomás de Berlanga, O.P.                         | 1534–1537  |                                              |
| 4º               | Vicente de Valverde, O.P.                       | 1533–      |                                              |
| 3º               | Martin de Bejar, O.F.M.                         | 1527–1530  |                                              |
| 2º               | Vicente de Peraza, O.P.                         | 1520–1526  |                                              |
| 1º               | Juan de Quevedo Villegas, O.F.M.                | 1513–1519  |                                              |
| Bispos coadjutor |                                                 |            |                                              |
|                  | Juan Francisco del Rosario Manfredo y Ballestas | 1845-1847  |                                              |
| Bispos-auxiliar  |                                                 |            |                                              |
|                  | Uriah Adolphus Ashley Maclean                   | 2015-2019  |                                              |
|                  | José Domingo Ulloa Mendieta, O.S.A.             | 2004-2010  | Elevado a Arcebispo                          |
|                  | Pablo Varela Server                             | 2004-2019  |                                              |
|                  | Fernando Torres Durán                           | 1996-1999  | Nomeado Bispo de Chitré                      |
|                  | José Lacunza Maestrojuán, O.A.R.                | 1985-1994  | Nomeado Bispo de Chitré                      |
|                  | Oscar Mario Brown Jiménez                       | 1985-1994  | Nomeado Bispo de Santiago de Veraguas        |
|                  | Carlos Ambrosio Lewis Tullock, S.V.D.           | 1965-1986  | Nomeado Bispo coadjutor de David             |
|                  | Marcos Gregorio McGrath, C.S.C.                 | 1961-1964  | Nomeado Bispo de Santiago de Veraguas        |
|                  | Francisco Beckmann, C.M.                        | 1940-1945  | Elevado a Arcebispo                          |
|                  | Juan José Maíztegui y Besoitaiturria, C.M.F.    | 1932-1933  | Elevado a Arcebispo                          |